# Tanyproctus pygidialis
Tanyproctus pygidialis är en skalbaggsart som beskrevs av Edmund Reitter 1902. Tanyproctus pygidialis ingår i släktet Tanyproctus och familjen Melolonthidae. Inga underarter finns listade i Catalogue of Life.